# Rauhutova–Currierova reakce
Rauhutova–Currierova (RC) reakce, také označovaná jako vinylogní Moritova–Baylisova–Hillmanova reakce, je organická reakce, při níž dochází k dimerizaci nebo izomerizaci alkenů chudých na elektrony, například enonů, působením fosfinu typu R3P. Obecněji může jít o jakoukoliv reakci aktivního alkenu/latentního enolátu s Michaelovým akceptorem, přičemž se vytváří nová vazba uhlík–uhlík v pozici alfa jednoho alkenu a pozici beta u druhého, a to za vlivu nukleofilního katalyzátoru. Reakční mechanismus je podobný jako u Moritovy-Baylisovy–Hillmanovy (MBH) reakce (DABCO místo fosfinu, karbonylová sloučenina místo enonu), ovšem Rauhutova–Currierova reakce byla objevena o několik let dříve. Ve srovnání s MBH reakcí není regioselektivní.
U původní reakce z roku 1963 šlo o dimerizaci ethylakrylátu na ethyldiester kyseliny 2-methylen-glutarové reakcí s tributylfosfinem v acetonitrilu:
Ukázalo se, že lze použít i akrylonitril.
Jsou známy i křížové RC reakce, které ovšem postrádají selektivitu. Katalyzátory mohou být rovněž aminy, jako je 1,4-diazabicyklo[2.2.2]oktan (DABCO).
Jsou též popsány vnitromolekulární RC reakce, například izomerizace dienonů na cyklopenteny:
Obdobnou asymetrickou reakcí za přítomnosti cysteinové chránicí skupiny a terc-butoxidu draselného se vytvářel cyklohexen s 95% enantiomerním přebytkem:
V této variantě byl fosfin nahrazen thiolovou skupinou cysteinu, jinak je reakce stejná.